# Barceloneta (Puerto Rico)
Barceloneta ist eine der 78 Gemeinden von Puerto Rico. Sie liegt an der Nordküste von Puerto Rico. Sie hatte 2019 eine Einwohnerzahl von 23.727 Personen.

## Geschichte
Barceloneta wurde am 1. Juli 1881 von Don Bonocio Llenza Feliú, einem Einwanderer aus Barcelona gegründet. Der Name Barceloneta ("Klein Barcelona") ist von der spanischen Stadt abgeleitet. Barceloneta war eine der letzten Gemeinden, die von der spanischen Regierung in Puerto Rico gegründet wurden.
Etwa ein Jahrzehnt nach der Gründung erlebte die Stadt eine bedeutende wirtschaftliche Entwicklung, die von der Landwirtschaft und der Industrie angeführt wurde. Bis 1894 gab es drei Zuckerrohrplantagen und Produktion von Früchten.
Im Jahr 1899 beantragte Barceloneta die Eingemeindung in die Stadt Manatí. Eine Wahl wurde für den 14. August 1899 angesetzt, um die Angelegenheit zu entscheiden. Am 8. August wurde die Insel jedoch vom Hurrikan San Ciriaco heimgesucht, wodurch die Wahlen nicht abgehalten werden konnten. Im folgenden Jahr ordnete Gouverneur George Whitefield Davis die Eingemeindung von Barceloneta in Manatí an. Die Annexion war nur von kurzer Dauer. Elf Jahre später setzte die Regierung Barceloneta wieder als Gemeinde ein.
Nachdem Central Plazuela, eine große Zuckerrohrmühle, 1963 geschlossen wurde, begann Barceloneta, seine landwirtschaftliche Wirtschaft mit dem Anbau von Ananas und anderen kleineren Früchten zu verstärken. Die Bemühungen, die Wirtschaft wiederzubeleben, waren nicht allzu erfolgreich, bis sich in den 1970er Jahren pharmazeutische Produktionsstätten in der Stadt ansiedelten.

## Gliederung
Die Gemeinde ist in vier Barrios aufgeteilt:
1. Barceloneta barrio-pueblo
2. Florida Afuera
3. Garrochales
4. Palmas Altas

## Persönlichkeiten
- Sixto Escobar (1913–1979), Boxer
- Mickey Coll (* 1972), Basketballspieler